# ヘネラル・アルベアール (メンドーサ州)
ヘネラル・アルベアール (スペイン語: General Alvear) は、アルゼンチン、メンドーサ州、ヘネラル・アルベアール・デパルタメントの中心都市である。
1914年8月12日に設立され、現在は人口26,342人 (2001 census [INDEC]) 、UN/LOCODEはARGVAである。
ブエノスアイレス州のヘネラル・アルベアールと混同されることがある。

## 名称
市の名称は、カルロス・マリア・デ・アルベアール将軍 (General Carlos María de Alvear, 1789-1852) に因んでいる。

## 姉妹都市
- アルボクス（英語版）